# Neritz
Neritz település Németországban, Schleswig-Holstein tartományban. Lakosainak száma 358 fő (2023. december 31.).

## Népesség
A település népességének változása:
| Lakosok száma | 321  | 314  | 327  | 321  | 338  | 351  | 358  |
|               | 1975 | 2014 | 2017 | 2019 | 2021 | 2022 | 2023 |